# لوکی (دنیای سینمایی مارول)
لوکی لافیسون شخصیتی قهرمان است که توسط تام هیدلستون در فرنچایز فیلم دنیای سینمایی مارول۶۱۶ (MCU) نقش آفرینی شده‌است و بر اساس شخصیتی در مارول کامیکس به همین نام ساخته شده‌است. در فیلم‌ها، لوکی به عنوان «خدای شرارت» شناخته می‌شود و یکی از قدرتمندترین آسگاردی‌ها است، یک تمدن بیگانه با پیوندهای طولانی با زمین، که به همین دلیل توسط بعضی زمینی‌ها سیاره خدایان قلمداد می‌شوند.
تا تاریخ ۲۰۱۹، این شخصیت یک چهره مهم تکرار شونده در دنیای سینمایی مارول است. وی در شش فیلم از این فرنچایز، ثور، انتقام جویان، ثور: دنیای تاریک، ثور: رگنراک، انتقام جویان: جنگ ابدیت و انتقام جویان: پایان بازی ظاهر شده‌است و در یک مجموعه تلویزیونی مستقل دیزنی + با محوریت این شخصیت در حال ساخت است. شخصیت لوکی از بیش از پنجاه سال سابقه حضور در مارول کامیکس تعدادی ویژگی و خط داستانی دارد. همان‌طور که در کمیک‌ها، لوکی به‌طور کلی در MCU شرور بوده‌است، به طرز مختلفی سعی در تسخیر آسگارد یا زمین داشته و خود را با شرورهای قدرتمندتر برای رسیدن به اهدافش متحد کرده‌است. او برای برادرخوانده خود ثور خصومت خاصی دارد و به طرق مختلف به رابطه آنها پیوند خورده و سپس به ثور و دیگران خیانت می‌کند، و مرتباً از مرگ آشکار بازمی‌گردد. بعدها در پیشرفت خود در فیلم‌ها، کمتر ابرشرور می‌شود و بیشتر ضد قهرمان می‌شود.
اما لوکی پس از فصل 2 لوکی به فرمانروای جهانو یک قهرمان تبدیل شد و می تواند کل داستان شخصیت هارا کنترل کند.